# Amstel Gold Race 1989
La 24e édition de la course cycliste, l'Amstel Gold Race a eu lieu le 22 avril 1989 et a été remportée par le Belge Eric Van Lancker.

## Classement final
| Pos. | Coureur            | Pays     | Équipe                | Temps           |
| ---- | ------------------ | -------- | --------------------- | --------------- |
| 1    | Eric Van Lancker   | Belgique | Panasonic-Isostar     | 5 h 59 min 49 s |
| 2    | Claude Criquielion | Belgique | Hitachi               | + 19 s          |
| 3    | Steve Bauer        | Canada   | Helvetia-La Suisse    | + 19 s          |
| 4    | Nico Verhoeven     | Pays-Bas | PDM                   | + 20 s          |
| 5    | Mauro Gianetti     | Suisse   | Helvetia-La Suisse    | + 22 s          |
| 6    | Per Pedersen       | Danemark | R.M.O.                | + 1 min 45 s    |
| 7    | Marc Madiot        | France   | Toshiba               | + 1 min 45 s    |
| 8    | Jef Lieckens       | Belgique | Hitachi               | + 1 min 47 s    |
| 9    | Eddy Planckaert    | Belgique | AD Renting            | + 1 min 47 s    |
| 10   | Adrie van der Poel | Pays-Bas | Domex-Weinmann-Merckx | + 1 min 47 s    |